# クレイシア
クレイシアは、神戸電鉄が開発・展開しているマンションブランド。
分譲後のマンション管理はグループ会社の神鉄コミュニティサービスが担う。供給エリアは神戸市・三田市。

## 概要
1994年（平成6年）に、永住型ファミリーマンションとして神戸電鉄が開発し、神鉄住宅販売および北神急行電鉄（いずれも神鉄グループ）から販売が開始されたマンションブランド「Hillside court ベルドール」が誕生した。
この販売結果を踏まえ、グレードの高いファミリーマンションをコンセプトに、1995年度（平成7年度）に開発されたのが「クレイシア」である。
第1弾となった「クレイシア神戸北町」は、着工寸前に阪神・淡路大震災が発生し、予定より7か月遅れて1996年（平成8年）に完成した。全戸南向きであることや、専用庭付きの部屋があること、グレードの高い設備を配したことなどから人気を呼び、抽選会場には前々日から長蛇の列が出来たとわれている。
1956年（昭和31年）に「神鉄鈴蘭台西口住宅」を販売して以降、独自開発の建売住宅・注文住宅、日本初のプレキャストコンクリート工法地下室付き住宅を開発し、1991年（平成3年）までに1,745戸を分譲してきた住宅部門の集大成として企画されたが、2002年（平成14年）に「クレイシア三田」モデルルーム特別分譲を実施して以降販売されていない。